# Bistum Bazas
Das Bistum Bazas (lateinisch Dioecesis Vasatensis) war eine in Frankreich gelegene römisch-katholische Diözese mit Sitz in Bazas.

## Geschichte

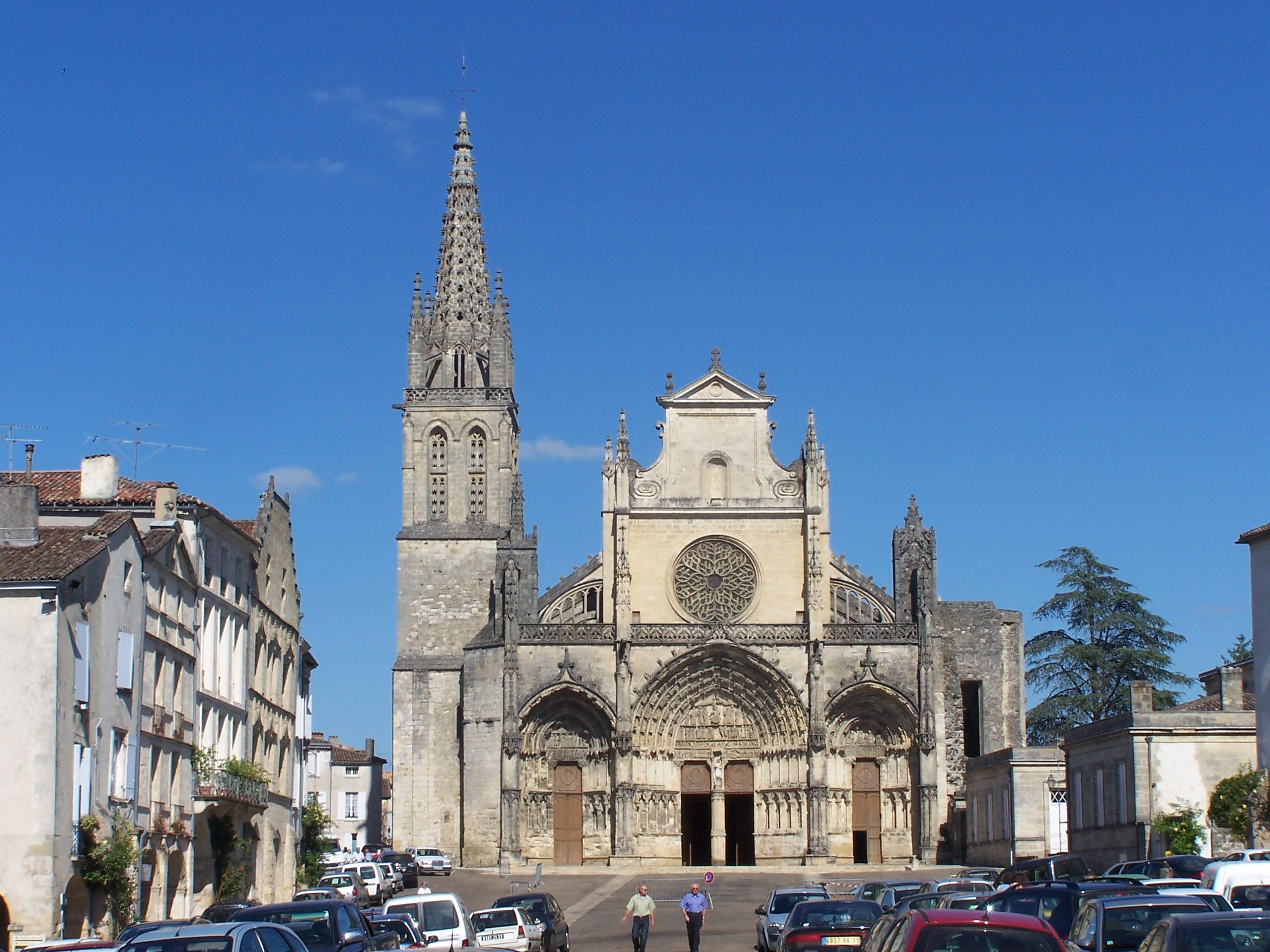
Kathedrale Saint-Jean-Baptiste in Bazas

Das Bistum Bazas wurde zwischen dem 1. und 3. Jahrhundert errichtet. Es war unterteilt in drei Archidiakonate.
Am 29. November 1801 wurde das Bistum Bazas infolge des Konkordates von 1801 durch Papst Pius VII. mit der Päpstlichen Bulle Qui Christi Domini aufgelöst und das Territorium wurde den Bistümern Agen und Aire sowie dem Erzbistum Bordeaux angegliedert.